# Облога Луцька (1149)
Облога Луцька — один з епізодів війни між Ізяславом Мстиславичем волинським і його дядьком Юрієм Долгоруким та їхніми союзниками. Спроба Юрія закріпити перемогу в боротьбі за велике князювання захопленням князівства Ізяслава. У свою чергу, Ізяслав прагнув реваншу в боротьбі за Київ.

## Хід подій
Відступивши на Волинь, Ізяслав отримав військову допомогу від Польщі, Угорщини та Чехії. На допомогу Юрію прийшли половці. Ізяслав зібрав сили у Володимирі, Юрій — у Пересопниці і рушив на Луцьк, обороною якого керував брат Ізяслава, Володимир Мстиславич. Під час однієї з вилазок Андрій Юрійович ледь не загинув, коли атакував, не піднімаючи стяга, піший загін обложених.
Коли обложені почали страждати від нестачі води, Ізяслав рушив їм на виручку. Тоді Володимир Володаревич галицький перегородив йому шлях, не йдучи при цьому на зіткнення. Також в укладенні миру був зацікавлений В'ячеслав Володимирович, який побоювався за свою волость у разі відходу Юрія.
Була досягнута домовленість, що Ізяслав відмовляється від київського князівства на користь Юрія, а той, у свою чергу, повертає новгородські данини. Обидві умови були згодом порушені.